# Ian Gillan

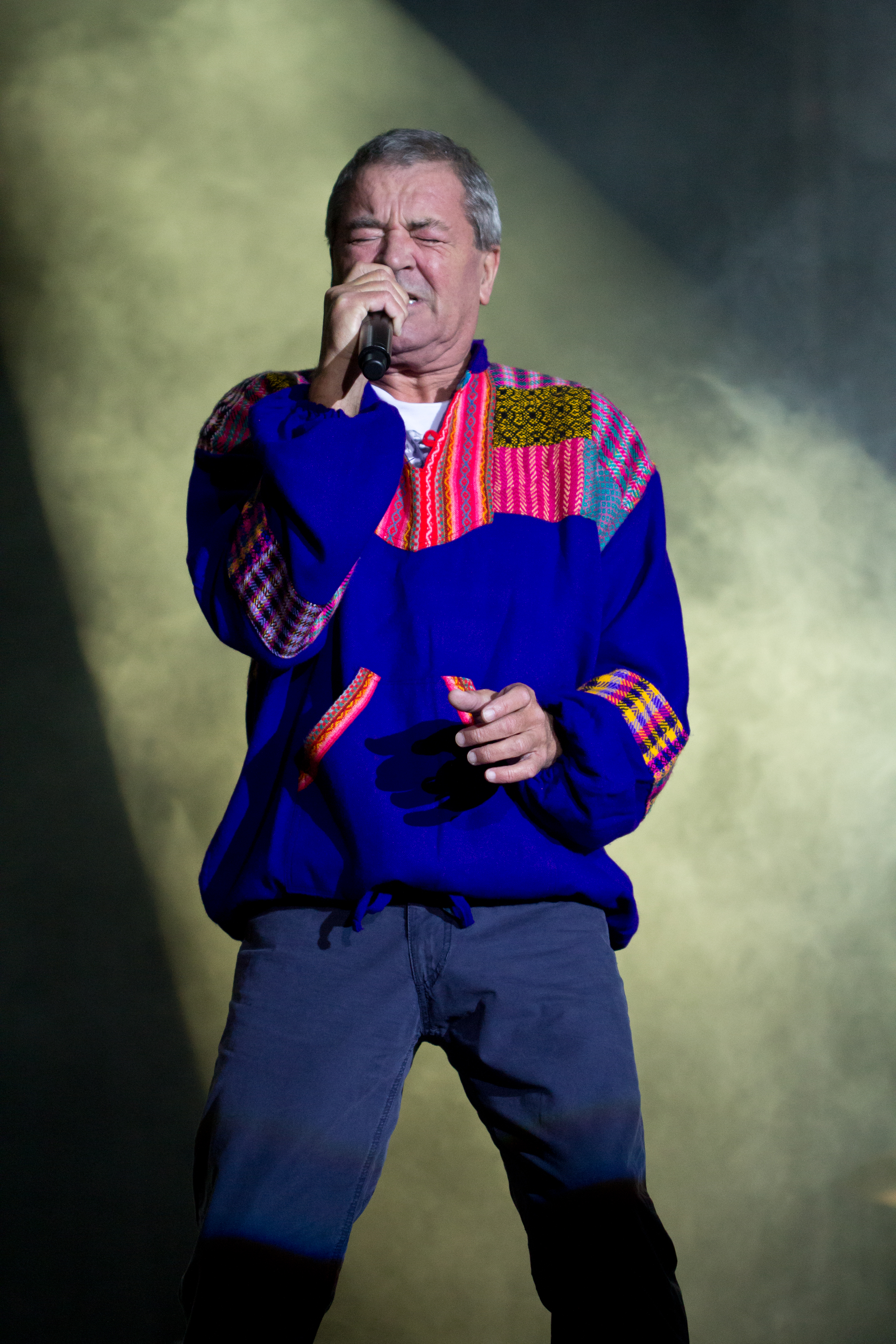
Ian Gillan tijdens een concert in Hoyos del Espino, Spanje

Ian Gillan (Hounslow (Middlesex), 19 augustus 1945) is een Engels muzikant, voornamelijk bekend geworden als zanger van Deep Purple. Tevens was hij de eerste "Jezus" (qua zang) voor de rockopera Jesus Christ Superstar. Hij staat bekend om zijn hoge zang; hij haalt met gemak de sopraan hoge C6.
In Hounslow kwam hij zijn eerste groep tegen, the Moonshiners. Hier begon hij in het najaar van 1962 zijn carrière. Hierna volgden achtereenvolgens:
- The Javelins (62-64)
- The Hickies (64)
- Wainwright's Gentlemen (64-65)
- Episode Six (65-69)
Episode Six heeft in verschillende samenstellingen en onder verschillende namen opgetreden, in 1969 verlieten Ian Gillan en Roger Glover de groep om zich bij Deep Purple (MK2) te voegen.
- Deep Purple (MK2) (69-73)
- In oktober 1970 nam Gillan deel aan de opnames voor een elpee met de muziek van de rock-opera Jesus Christ Superstar
- Ian Gillan Band (75-78)
- Gillan (79-82)
- Black Sabbath (83-84)
- Deep Purple Mk2b (85-89)
- Gillan-Glover (88)
- Garth Rockett & the Moonshiners (89)
- Ian Gillan (90)
- The Bolland Project (91)
- Deep Purple Mk2c (92-93)
- Mihalis Rakintzhs (93)
- Deep Purple Mk6 (93-94)
- The Javalins (94)
- Deep Purple Mk7 (94-02)
- Ian Gillan & Ray Slijngaard (96)
een rap-versie van Smoke on the Water, geproduceerd door Bolland&Bolland
- Jon Lord's Concerto (99)
- Deep Purple Mk8 (02-nu)

## Discografie
Een onvolledige lijst van alle muziek die uitgebracht is waar Ian Gillan aan meegewerkt heeft.
| jaar | titel                                                            | formatie                                   | maatschappij           |
| ---- | ---------------------------------------------------------------- | ------------------------------------------ | ---------------------- |
| 1969 | Concerto for Group and Orchestra                                 | Deep Purple - Royal Philharmonic Orchestra | EMI                    |
| 1970 | Deep Purple in Rock                                              | Deep Purple                                | Harvest / EMI          |
| 1970 | Gemini Suite Live                                                | Deep Purple                                | RPM                    |
| 1970 | Jesus Christ Superstar                                           | Diverse, waaronder Gillan                  | MCA                    |
| 1971 | Fireball                                                         | Deep Purple                                | Harvest - EMI          |
| 1972 | Machine Head                                                     | Deep Purple                                | Harvest / EMI          |
| 1972 | Made in Japan                                                    | Deep Purple                                | Harvest - EMI          |
| 1973 | Who do we think we are                                           | Deep Purple                                | Harvest - EMI          |
| 1976 | Child in Time                                                    | Ian Gillan Band                            | Oyster / Polydor       |
| 1977 | Powerhouse                                                       | Deep Purple                                |                        |
| 1977 | Clear air turbulence                                             | Ian Gillan Band                            | Island - Virgin        |
| 1977 | Scarabus                                                         | Ian Gillan Band                            | Island - Virgin        |
| 1978 | Live at the Budokan                                              | Ian Gillan Band                            | Toshiba EMI in Japan   |
| 1979 | Mr Universe                                                      | Gillan                                     | Acrobat - Virgin       |
| 1980 | Future Shock                                                     | Gillan                                     | Virgin                 |
| 1980 | Glory Road                                                       | Gillan                                     | Virgin                 |
| 1980 | Gillan for Gillan fans only (Free with Glory Road)               | Gillan                                     | Virgin                 |
| 1980 | In concert                                                       | Deep Purple                                | Spitfire               |
| 1981 | Double trouble                                                   | Gillan                                     | Virgin                 |
| 1982 | Magic                                                            | Gillan                                     | Virgin                 |
| 1983 | Born again                                                       | Black Sabbath                              | Vertigo / Phonogram    |
| 1984 | Perfect strangers                                                | Deep Purple                                | Polydor                |
| 1987 | The house of blue light                                          | Deep Purple                                | Polydor                |
| 1988 | Nobody’s perfect                                                 | Deep Purple                                | Polydor                |
| 1988 | Scandinavian nights                                              | Deep Purple                                | Connisseur             |
| 1988 | Accidentally on purpose                                          | Gillan / Glover                            | Virgin                 |
| 1988 | Hush (Dead or Alive) Bad Attitude                                |                                            | Polydor                |
| 1989 | Rock Aid Armenia                                                 | Various - Ian Gillan                       | Life Aid Records       |
| 1990 | Live at Reading ‘80                                              | Gillan                                     | Raw Fruit / BBC        |
| 1990 | Naked thunder                                                    | Ian Gillan                                 | Teldec / East West     |
| 1991 | The complete episode six                                         | Episode Six                                | Sequel Records         |
| 1991 | The very best of Gillan                                          | Gillan                                     | Music Club             |
| 1991 | Toolbox                                                          | Ian Gillan                                 | East West              |
| 1991 | Darwin - the Evolution                                           | The Bolland (Bros) Project                 | Dino                   |
| 1991 | The Bolland Project                                              | Beperkte bijdrage van Gillan               | Dino Music             |
| 1992 | In Concert 1970 - 1972                                           | Deep Purple                                | EMI                    |
| 1992 | Knocking at your back door - The best of Deep Purple in the 80’s | Deep Purple                                | Polydor                |
| 1992 | Etzei M’Apeeei                                                   | Gillan / Rakintzis                         | Minos                  |
| 1992 | Cherkazoo and other stories                                      | Ian Gillan                                 | RPM                    |
| 1992 | The best of Ian Gillan                                           | Ian Gillan                                 | East West              |
| 1993 | The battle rages on                                              | Deep Purple                                | RCA / BMG              |
| 1993 | Live in Japan                                                    | Deep Purple                                | EMI                    |
| 1994 | Come hell or high water                                          | Deep Purple                                | BMG                    |
| 1994 | Sole agency sand representation                                  | The Javelins                               | RPM                    |
| 1995 | Rock profile                                                     | Ian Gillan                                 | Connoisseur Collection |
| 1996 | Purpendicular                                                    | Deep Purple                                | RCA / BMG              |
| 1997 | Live at the Olympia 96                                           | Deep Purple                                | EMI                    |
| 1997 | Episode six - Radio One Club Sessions 68/69                      | Episode Six                                | RPM                    |
| 1997 | Radio 1 Club - Sessions 68/69                                    | Episode Six                                | RPM                    |
| 1998 | Abandon                                                          | Deep Purple                                | EMI                    |
| 1998 | Dreamcatcher                                                     | Ian Gillan                                 | Caramba / ARK 21       |
| 1999 | In Concert with the London Symphonic Orchestra                   | Deep Purple                                | Eagle                  |
| 2001 | Live at the Rotterdam Ahoy                                       | Deep Purple                                | Thomson                |
| 2002 | Live in Denmark '72                                              | Deep Purple                                | Purple                 |
| 2003 | Bananas                                                          | Deep Purple                                | EMI                    |
| 2003 | Kneel en pray live in Montreux '69                               | Deep Purple                                | Purple                 |
| 2005 | Rapture of the deep                                              | Deep Purple                                | Edel                   |
| 2006 | Gillan's inn                                                     | Ian Gillan                                 | Immergent              |
| 2006 | Live at Montreux 1996                                            | Deep Purple                                | Eagle                  |
| 2006 | Live at Montreux 2006: They All Came Down to Montreux            | Deep Purple                                | Eagle                  |

Ian Paice · Roger Glover · Ian Gillan · Steve Morse · Don Airey

Jon Lord † · Ritchie Blackmore · Rod Evans · Nick Simper · David Coverdale · Glenn Hughes · Tommy Bolin † · Joe Lynn Turner · Joe Satriani
- Bibsys: 62622
- Bibliothèque nationale de France: cb140195892 (data)
- CiNii: DA09090545
- Gemeinsame Normdatei: 119280116
- International Standard Name Identifier: 0000 0000 6309 8480
- Library of Congress Control Number: no92014072
- MusicBrainz: ff2a0e30-aec1-44dd-ae06-dc78877f512d
- Bibliotheek van het Japanse parlement: 00513450
- Nationale Bibliotheek van Tsjechië: jn20010525395
- Nationale bibliotheek van Australië: 35318030
- Nationale Bibliotheek van Israël: 987007325089505171
- Nationale Bibliotheek van Polen: a0000002896949
- Nationale en Universitaire bibliotheek Zagreb: 000068136
- Nederlandse Thesaurus van Auteursnamen: 074896415
- Réseau des bibliothèques de Suisse occidentale: 02-A025568170
- Système universitaire de documentation: 157332500
- Trove: 909775
- Virtual International Authority File: 39575339
- WorldCat: E39PBJtMrDJ8bK9CKGGG3MVDMP